# 조원동 (수원시)
조원동(棗園洞)은 대한민국 경기도 수원시 장안구의 중앙에 위치한 법정동이다.

## 개요
‘조원’(棗園)이라는 동 이름은 원래 이 지역에 대추나무가 많아서 ‘대추나무골’, ‘대추원’ 또는 이의 한자어인 ‘조원말’ 또는 ‘조원’이라 하던 것을 이어 받은 것이다.
조원동은 국도 제1호선과 광교산 삼림욕장 사이에 위치한 기존 단독주택과 아파트가 공존하는 주거 밀집 지역이다. 종합운동장, 수원시체육관 등 체육시설과 광교산 삼림욕장, 경기교육청, 교육정보연구원, 수성·조원·영화초등학교와 수성중학교 등을 소재한 쾌적하고 편리한 주거지역이자 교육중심 지역이다. 또한, 보훈복지타운·보훈회관·경로당(7개소) 등 복지시설과 기초생활보장수급자 431세대 736명이 거주하는 복지수요가 많은 지역이기도 하다.

## 법정동
- 조원동

## 교육

### 수원시장안구사립대학교
- 성균관대학교 자연과학캠퍼스

### 수원시장안구사립전문대학
- 동남보건대학교

## 주거
| 단지명           | 건설사                              | 시행사                  | 주소                      | 입주        | 비고                      |
| ---------------- | ----------------------------------- | ----------------------- | ------------------------- | ----------- | ------------------------- |
| 주공뉴타운 1단지 | ㈜신성                              | 대한주택공사            | 장안구 금당로39번길 33    | 2001년 12월 |                           |
| 주공뉴타운 2단지 | 대아건설㈜ 성일건설 충일종합건설㈜  | 대한주택공사            | 장안구 금당로39번길 34    | 2001년 12월 |                           |
| 수원 한일타운    | 쌍용건설 ㈜태영 대림산업 ㈜우성건설 | 한일합섬㈜ 건설사업부문 | 장안구 경수대로976번길 22 | 1999년 8월  | 구 한일합섬 수원공장 부지 |

## 같이 보기
- 수원시